# Gilet de stabilisation

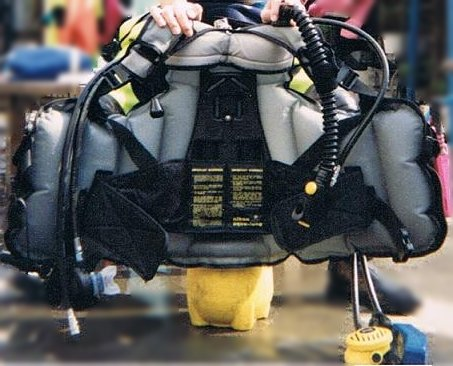
Ce gilet de stabilisation, ici gréé sur une bouteille d'air comprimé, est montré complètement gonflé et se trouve encore branché à sa bouteille : à droite de l'image on aperçoit le flexible de direct system connecté au flexible de l'inflateur.

Un gilet de stabilisation ou gilet stabilisateur ou BCD (Buoyancy Control Device) est un équipement que les plongeurs en scaphandre autonome utilisent pour se stabiliser dans l'eau et ne pas couler, autrement dit pour ne pas avoir à palmer constamment pour assurer leur sustentation en pleine eau. Le plus souvent, dans leur jargon, les plongeurs appellent ce dispositif un gilet, un(e) stab (abréviation de « gilet stabilisateur »), un SGS (sigle de « système gonflable de stabilisation », principalement utilisé dans les publications de la FFESSM), ou une VCF (sigle de « veste de compensation de flottabilité », terme très peu usité).
En France, il s'agit même d'un équipement obligatoire au regard du Code du Sport (Article A322-80) qui indique l'obligation de disposer en milieu naturel d'un système gonflable au moyen de gaz comprimé permettant de regagner la surface et de s'y maintenir.

## Description

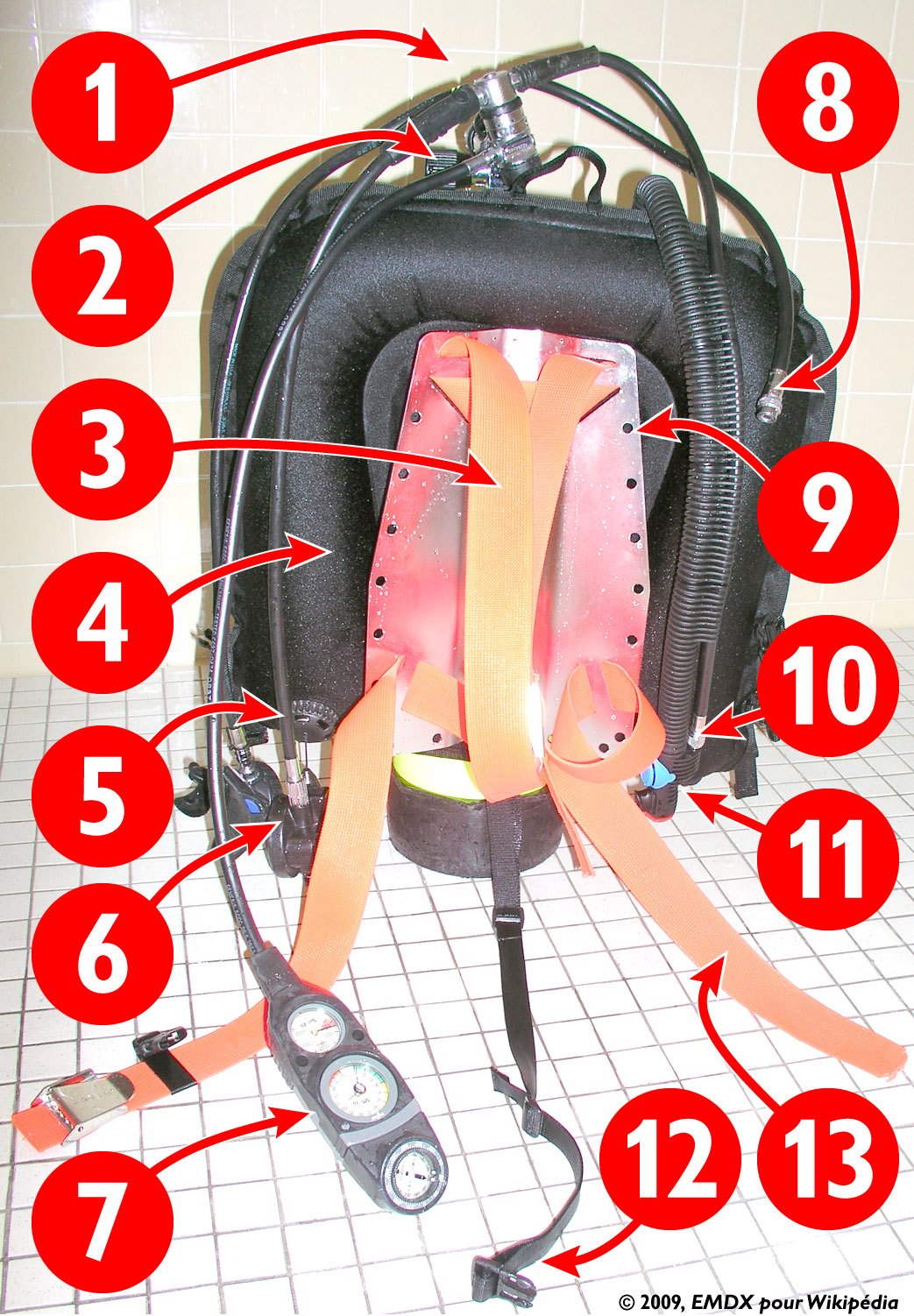
Différents composants d'un gilet
1) 1er étage du détendeur - 2) Robinet de la bouteille - 3) Sangles d’épaules - 4) Vessie du stabilisateur -
5) Valve de surpression de la vessie et tirette de purge inférieure - 6) 2ème étage du détendeur (avec «octopus») -
7) Console (manomètre, profondimètre & compas) - 8) Raccordement du boyau-gonfleur d’habit sec -
9) Plaque de support (modèle «Lacasse») - 10) Raccordement du boyau et bouton de commande du gonfleur du stabilisateur -
11) Embout du boyau de gonflage du stabilisateur et bouton de purge supérieure du stabilisateur -
12) Sangle sous-cutale - 13) Sangles abdominales

Le gilet de stabilisation a une double fonction principale. D'une part, il sert à ajuster la flottabilité du plongeur durant la plongée en fonction de la profondeur et lui permet notamment de contrôler sa remontée vers la surface ; d'autre part, il supporte la (ou les) bouteille(s) de plongée fixée(s) dans le dos du plongeur. Cette dernière fonction est parfois remplie par un harnais indépendant.
Le gilet de stabilisation assure également d'autres fonctions pour le plongeur. Il supporte de nombreux accessoires (bouteilles additionnelles, dévidoirs, lampe, tables de décompression, parachute de palier...) ; il aide l'équipement ou le déséquipement en surface lorsqu'il est légèrement gonflé (ce qui permet de faire flotter l'ensemble gilet-bouteilles) ;
Le gonflage du gilet se fait à l'aide d'un direct system — un tuyau directement relié au premier étage du détendeur — actionné par un bouton de gonflage. Ce tuyau est généralement relié à un inflateur buccal permettant également le gonflage par la bouche mais qui est essentiellement utilisé pour purger le gilet (opération inverse du gonflage). Le gilet de stabilisation est aussi équipé de purges basses et parfois hautes, permettant un dégonflage et indépendantes du système de gonflage. La ou les poche(s) pouvant être remplie(s) d'air sont appelées « vessies ».

## Types de gilet
Il existe plusieurs types de gilet de stabilisation :
- Fenzy (marque de SGS, dérivée de la société d'Eugène Fenzy), qui ont l'apparence d'un bavoir et sont indépendants du harnais de tenue de la bouteille (un back-pack). La flottabilité est répartie sur le ventre, ce qui a tendance à faire adopter une position oblique (tête plus haute que la ceinture) ;
- Gilet enveloppant : le volume de l'air est bien réparti sur toute la surface enveloppée. Il présente néanmoins un léger inconvénient car le gonflage a tendance à compresser la poitrine, rendant son port parfois inconfortable, notamment pour les plongeuses. Par ailleurs, il n'est absolument pas réglable et la flottabilité est ventrale ;
- Gilet réglable : appelé ainsi car il a des sangles d'épaules réglables, il présente le gros avantage de ne pas avoir de poche d'air passant sur les épaules et la poitrine. Il permet un équipement plus aisé et est beaucoup plus modulaire. Plus récent que les modèles enveloppants, il tend désormais à dominer le marché de la plongée de loisir. La flottabilité est située au niveau des côtes et du ventre. Comme les gilets enveloppants, le gonflage accentue le serrage du gilet ;
- Gilet à flottabilité dorsale. La vessie est située dans le dos du plongeur, libérant le torse et rendant le serrage indépendant du gonflage. De plus, ces gilets ont tendance, sous l'eau à maintenir le plongeur à l'horizontale ;
- Wing : littéralement « aile » en anglais. C'est un sous-type des gilets dorsaux, conçue à l'origine pour les besoins des plongeurs tek. C'est un système modulaire. La plupart des équipements (vessie, harnais ...) est interchangeable même entre marques différentes. L'accent est porté sur la fiabilité et la solidité. Récemment, certains modèles spécifiques au sidemount (plongée où les bouteilles sont portées contre les flancs) sont apparus ;

## Volume d'air
Le volume d'air que peut contenir le gilet est variable en fonction du modèle de la taille, etc. Il peut aller de 10 à plus de 40 litres. Une vessie trop grande augmente la traînée (résistance à l'avancement). De plus, une vessie trop gonflée entraîne une remontée rapide (dite ballon, bouchon ou remontée en fusée), rendant impossible le respect du protocole de décompression, en raison du non respect des vitesses de remontée à la surface. Pour ces raisons, la plupart des cursus recommandent d'opter pour le volume minimal suffisant.

## Particularités diverses

### Inflateur
L'inflateur est le système composé d'un tuyau annelé et d'une commande de purge qui permet de gonfler (ou de dégonfler) le gilet. Il est en général solidaire du gilet, fixé, le plus souvent, sur l'épaule gauche (certains se trouvent dans la poche gauche) et relié au détendeur par un tuyau dit de moyenne pression.
Son importance n'est pas négligeable car du débit de l'inflateur va dépendre la vitesse de gonflage du gilet.
Il existe aussi un système (appelé Air 2 par la marque l'ayant conçue ) combinant inflateur et 2nd étage.
Certains modèles utilisent un inflateur différent, qui se présente sous la forme d'un boîtier fixe, centralisant la commande des purges en un bouton. Contrairement aux systèmes classiques où les commandes sont plus ou moins standardisées, chaque marque a opté pour une ergonomie particulière.
Enfin, des systèmes de contrôle électronique de l'inflateur et des purges apparaissent.
Sur la partie commande, deux valves et deux commandes. La plus éloignée permet la purge lente. La plus proche, sur la pièce de connexion, permet le remplissage. En cas de fuite, le démontage et le nettoyage, voire le changement des joints permet de résoudre le problème. La partie commande peut être reliée à la purge située sur le gilet (fen-stop) par un câble de commande remontant à l'intérieur du tuyau annelé.
Le remplissage de la stab, pour assurer la flottabilité, peut être aussi fait à la bouche par l'inflateur. Cette manoeuvre est fortement déconseillée en fin de plongée, afin d'éviter un Accident de décompression.

### Fixation du bloc
Les systèmes de fixations sont assez variés et en général modulables afin de permettre la fixation de blocs de volumes différents (de 6 à 20 litres). Il faut souvent installer un dispositif particulier pour fixer des blocs dits bi-bouteilles composés de 2 bouteilles jumelées.

### Purges
Les purges sont les dispositifs permettant de vider le gilet pour maintenir la vitesse de remontée (ou pour descendre en début de plongée). Elles sont de deux types. Les purges dites rapides servent à évacuer rapidement une quantité contrôlée de l'air contenu dans le gilet stabilisateur. La purge dite lente (située sur le direct system), permet au plongeur de contrôler la quantité d'air à libérer, en modifiant la hauteur de l'inflateur vis-à-vis du plongeur.
Outre la purge lente intégrée à l'inflateur, on peut trouver : un fen-stop, purge rapide située au niveau de la fixation de l'inflateur et actionnée par une traction sur le tuyau annelé de cet inflateur; une purge haute, située sur l'épaule (souvent la droite) actionnée par une commande se trouvant sur le devant du gilet ; une purge basse, située dans le bas du gilet à droite ou à gauche (parfois une de chaque côté) et permettant de vider son gilet lors de descente en canard (tête vers le bas) ou en position horizontale ; 
Ces trois dernières font office de soupape de surpression.

### Poches
La présence, le nombre et le volume des poches sont extrêmement variables en fonction de la marque, du modèle et de l'utilisation du gilet. Ces poches peuvent contenir les lampes, tables de décompression, ardoises étanches, parachute de palier, etc.
Elles peuvent même (sur le devant ou sur l'arrière du gilet) contenir du lest : petits pavés de plomb ou sacs de grenaille